# Mask of the Ninja
La máscara del ninja (Mask of the Ninja) es una película de acción y artes marciales, rodada para la televisión.

## Argumento
Su sed de venganza es implacable, su arma es secreta, y el motivo lo dicta la sangre. Así actúan los ninjas. La víctima que ponen en su punto de mira es un millonario japonés, llamado Kenji Takeo (Dana Lee), que vive en Estados Unidos, en una lujosa mansión de Malibu Hills, a orillas del Pacífico. El día de autos, Takeo se encuentra junto a su hija Miko (Kristy Wu) esperando la llegada desde Japón de su esposa, Kumiko (Jodi Long). La tranquilidad y el sosiego del hogar se ven brutalmente violentados por la banda de peligrosos criminales ninja, los cuales llevan a cabo un ataque mortífero perfectamente planificado.
El detective Jack Barrett (Casper Van Dien) llega a la escena del crimen. Kenji Takeo ha sido asesinado, pero Miko, la hija, testigo de lo ocurrido, que había sido dada por muerta, sigue viva. La chica, en estado de shock, sólo acierta a repetir, como si fuera un mantra, una palabra: Kokushibyu, que significa "muerte negra". Barrett descubre que los ninjas buscaban el código secreto de un arma biológica.
- Datos: Q6005430